# Львовский, Михаил Григорьевич
Михаи́л Григо́рьевич Льво́вский (22 июля 1919, Ростов-на-Дону, РСФСР — 30 октября 1994) — русский советский поэт-песенник, драматург и сценарист. Заслуженный деятель искусств РСФСР (1985).

## Биография
Родился 22 июля 1919 года в Ростове-на-Дону в еврейской семье. В 1920-х годах жил с матерью в Краснодарском крае.
Участвовал в Великой Отечественной войнe, в том числе служил в частях, дислоцированных в Персии. Учился в Литературном институте, окончил в 1952 году. Работал в Радиокомитете СССР, во время борьбы с космополитизмом был уволен (его дядя — брат матери — по фамилии Биндер, заведовавший хозяйственной частью в посольстве США, фигурировал в разоблачениях перебежчицы Аннабелль Бюкар).
Начал печататься лишь после 1953 года. В 1959 году стал членом Союза писателей СССР. Написал более трёхсот песен.
В 1974—1976 годах совместно с Л. В. Голубкиной руководил сценарной мастерской на Высших курсах сценаристов и режиссёров.
Умер 30 октября 1994 года. Похоронен на Донском кладбище.
Вторая жена — Елена Константиновна Махлах (1925—2006), филолог, редактор издательства «Детгиз».

## Сочинения

### Драматургия
- Димка-невидимка: Пьеса. М., 1956. В соавторстве с В. Н. Коростылёвым (Три коротких пьесы для детей: Димка-невидимка: Шутка в одном действии. Димка в открытом море: Шутка в одном действии. Димка и чудо: Шутка в одном действии.).
- Вова и лев. М., 1960. В соавторстве с З. Е. Гердтом.
- Дважды Вова. М., 1960. В соавторстве с З. Е. Гердтом.
- Здравствуй, Катя: Комедия. М., 1960.
- Танцы на шоссе. М., 1962. В соавторстве с З. Е. Гердтом.
- Точка, точка, запятая: Киноповести. М., 1975.
- Сигнал надежды: Киноповести и повести. М., 1980.

### Поэзия
- «Вагончик тронется — перрон останется…». Стихи. Сост. Л. Симакова — М., 1993.

### Проза
- Точка, точка, запятая. Киноповести — М., 1975.
- Сигнал надежды. Киноповести. — М., 1980.
- Проклятый доктор. Повести и рассказы. — Псков, 1996.
- В моей смерти прошу винить Клаву К. Повесть. — М., 2016.
- Я вас любил… Повести. — М., 2023.

### Книги-портреты
- Зиновий Гердт — М., 1982.
- Человек, которому верят. Кинематограф Ролана Быкова — М., 1990.

## Фильмография
- 1955 — Васёк Трубачёв и его товарищи — автор песен
- 1957 — Опять двойка (мультфильм) — сценарист
- 1958 — Мы за солнышком идём — автор стихов
- 1960 — Рыжик — сценарист
- 1963 — Как котёнку построили дом — автор текста
- 1963 — Стёжки-дорожки — автор песни
- 1965 — Дорога к морю — автор песен
- 1967 — Я вас любил — сценарист
- 1970 — Смерти нет, ребята! — автор песен
- 1972 — Точка, точка, запятая… — сценарист
- 1975 — Это мы не проходили — сценарист
- 1975 — Я больше не буду — сценарист
- 1979 — В моей смерти прошу винить Клаву К. — сценарист
- 1979 — Завтрак на траве — сценарист
- 1982 — Семеро солдатиков — автор песен
- 1982 — Женатый холостяк — автор песен

## Песни
- «Вот солдаты идут» (музыка Кирилла Молчанова)[4]
- «На Тихорецкую состав отправится» (музыка Микаэла Таривердиева)[5]

На Тихорецкую состав отправится,

Вагончик тронется — перрон останется…
- «Глобус» (музыка Михаила Светлова)[5]

Я не знаю, где встретиться
Нам придётся с тобой.
Глобус крутится, вертится,
Словно шар голубой…
- «Дороги дальние» (музыка Анатолия Новикова)

Зарю встречает поезд наш,
Летит в просторы светлые.
Мы взяли в путь один багаж —
Свои мечты, свои мечты, мечты заветные!

## Грампластинки
- 1973 — «Точка, точка, запятая…», музыкальный рассказ по одноимённому кинофильму, текст от автора — Зиновий Гердт. «Мелодия», С50—05321-2.

## Награды и премии
- Государственная премия РСФСР имени Н. К. Крупской (1981) — за сценарий фильма «В моей смерти прошу винить Клаву К.» (1979).
- премия ЦКДЮФ имени М. Горького (1975).
- премия СК СССР (1980).
- приз Мкф (1976).